# Andrés Felipe Orjuela
Andrés Felipe Orjuela Bustillo (Cartagena de Indias, Colombia, 1982) es director de cine de la Escuela de Cine Black María de la ciudad de Bogotá.

## Carrera
Director de las películas colombianas “Nos vamos pal mundial” (2014), “¿Usted no sabe quién soy yo?” (2016), “¿Usted no sabe quién soy yo? 2” (2017), “Santo Cachón” (2018) y el documental “Salobre” (2019), proyecto financiado por las Universidades de York & Cambridge en el Reino Unido. Los largometrajes han contado con amplia presencia en salas de cine a nivel nacional y algunos se exhiben o han exhibido en plataformas como Netflix, Prime Video o en canales como Caracol Televisión y Cinelatino. Miembro activo de la Academia Colombiana de Artes y Ciencias Cinematográficas.
En 2017 creó junto a los comediantes Ricardo Quevedo (Cejas Pobladas) e Iván Marín, el proyecto digital “5 Minutitos Más”, del que fue director y productor. "5 Minutitos Más" recibió 4 Premios India Catalina, incluyendo el premio a Mejor Producción Online en 2019.
Andrés Felipe ha ocupado otros cargos dentro de la industria cinematográfica, entre los que se cuentan: Montaje “¿Por qué dejaron a Nacho?” (2012), Asistencia de Dirección “Secretos” (2013), Dirección de Arte “Se nos armo la gorda” (2015), Productor General “¿En dónde están los ladrones?” (2017), Script “Si saben cómo me pongo ¿pa’ que me invitan?” (2018), Asistente de Dirección “El que se enamora pierde” (2019).
Como parte de su carrera en los medios audiovisuales dirigió videos musicales para artistas como Farina, Daniela Darcourt, Funky, N’Klabe, Galy Galeano, entre otros.
Actualmente gerencia una empresa enfocada en la creación de contenidos digitales para marcas y artistas en Colombia y Estados Unidos.

## Trabajos en televisión
- También Caerás
- Siempre en Verano
- Showbiz
- Movie Music
- Bravissimo
- Teleweb

## Filmografía
- ¿Porqué dejaron a Nacho? (2012)
- Secretos (2013)
- Nos vamos pal mundial (2014)
- Se nos armó la gorda (2015)
- Se nos armó la gorda al doble (2015)
- ¿Usted No Sabe Quién Soy Yo? (2016)
- ¿Usted No Sabe Quién Soy Yo? 2 (2017)
- El show de cejas pobladas (2017)
- ¿En dónde están los ladrones? (2017)
- Si saben cómo me pongo ¿pa' qué me invitan? (2018)
- Y nos fuimos pal mundial (2018)
- Santo Cachón (2018)
- El que se enamora pierde (2019)